# Querétaro

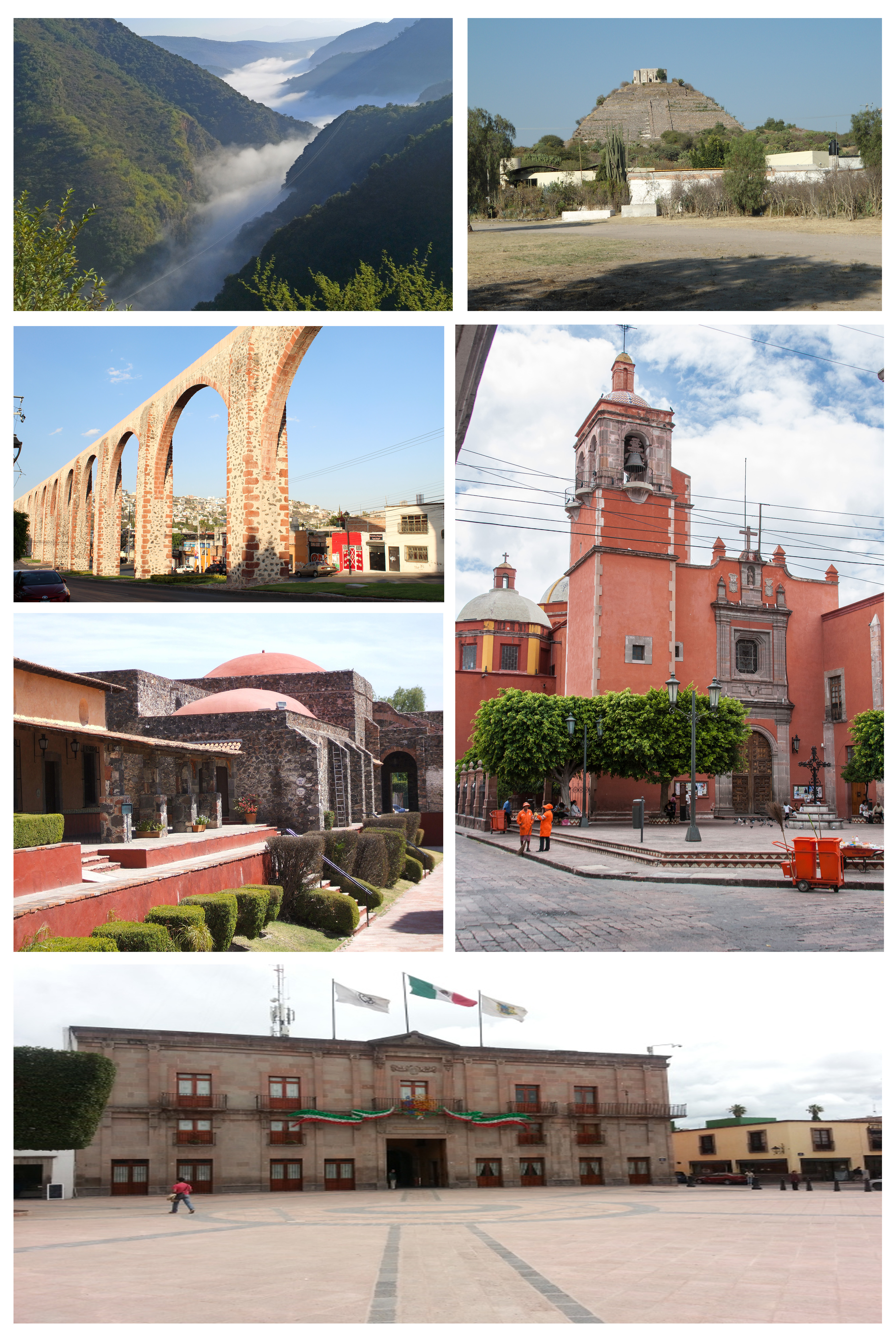
Fotómontázs

Querétaro (teljes nevén Querétaro de Arteaga) egy szövetségi állam Mexikóban, közvetlen szomszédai Guanajuato és Hidalgo. Összesen 1,83 millió lakosa van (2010), az emberek elsősorban állattenyésztésből élnek; a főváros környéke erősen iparosodott. A tartomány 11 449 km² és felföld, a Nyugati- és a Keleti-Sierra Madre hegyláncai között. Santiago de Querétaro a tartomány fővárosa, körülbelül 200 kilométerre északra Mexikóvárostól, híres óvárosáról. A termékeny völgyekben elsősorban gyapotot, törökbúzát, kávét és babot termesztenek, míg a magasabb fekvésű vidékeken marhatenyésztéssel foglalkoznak.
Az államban található a Föld egyik legnagyobb monolitja, a Bernal-szikla.

## Népesség
Ahogy egész Mexikóban, a népesség növekedése Querétaro államban is gyors, ezt szemlélteti az alábbi táblázat:
| Év   | Lakosság  |
| ---- | --------- |
| 1990 | 1 051 235 |
| 1995 | 1 250 476 |
| 2000 | 1 404 306 |
| 2005 | 1 598 139 |
| 2010 | 1 827 937 |